# Metka Špes
Metka Špes, slovenska geografinja, * 1950.
Predava na Oddelku za geografijo Filozofske fakultete Univerze v Ljubljani.